# Percnia longimacula
Percnia longimacula är en fjärilsart som beskrevs av W. Warren 1897. Percnia longimacula ingår i släktet Percnia och familjen mätare. Inga underarter finns listade i Catalogue of Life.